# Điểm kỳ dị không–thời gian

Hoạt ảnh mô phỏng thấu kính hấp dẫn do lỗ đen Schwarzschild đi qua mặt phẳng đường ngắm tới một thiên hà nền. Quan sát thấy xung quanh và tại thời điểm căn chỉnh chính xác (syzygy) thấu kính ánh sáng.

Điểm kỳ dị không–thời gian, điểm kỳ dị hấp dẫn hay đơn giản là điểm kỳ dị (tiếng Anh: spacetime singularity, gravitational singularity hay đơn giản là singularity) là tình trạng trong đó lực hấp dẫn được dự đoán là mạnh đến mức bản thân không–thời gian sẽ bị sụp đổ một cách thảm khốc. Như vậy, một điểm kỳ dị, theo định nghĩa, không còn là một phần của không–thời gian thông thường và không thể được xác định bằng "ở đâu" hoặc "khi nào". Các điểm kỳ dị không–thời gian tồn tại ở điểm giao nhau giữa thuyết tương đối rộng và cơ học lượng tử; do đó, các tính chất của điểm kỳ dị không thể được mô tả nếu không có một lý thuyết được thiết lập về hấp dẫn lượng tử. Việc cố gắng tìm ra một định nghĩa đầy đủ và chính xác về điểm kỳ dị trong thuyết tương đối rộng, lý thuyết về hấp dẫn tốt nhất hiện nay, vẫn là một vấn đề khó khăn. Một điểm kỳ dị trong thuyết tương đối rộng có thể được xác định bởi scalar invariant curvature trở thành vô hạn hoặc bởi geodesics being incomplete.
Các điểm kỳ dị không–thời gian chủ yếu được xem xét trong bối cảnh của thuyết tương đối rộng, trong đó mật độ sẽ trở nên vô hạn ở trung tâm của lỗ đen nếu không có sự điều chỉnh từ cơ học lượng tử, và trong vật lý thiên văn và vũ trụ học là trạng thái sớm nhất của vũ trụ trong Vụ Nổ Lớn. Các nhà vật lý vẫn chưa quyết định liệu dự đoán về các điểm kỳ dị có nghĩa là chúng thực sự tồn tại (hoặc tồn tại vào thời điểm bắt đầu Vụ Nổ Lớn), hay kiến thức hiện tại không đủ để mô tả những gì xảy ra ở mật độ cực cao như vậy.
Thuyết tương đối rộng dự đoán rằng bất kỳ vật thể nào sụp đổ vượt quá một điểm nhất định (đối với các ngôi sao thì đây là bán kính Schwarzschild) sẽ tạo thành một lỗ đen, bên trong đó một điểm kỳ dị (được bao phủ bởi một chân trời sự kiện) sẽ được hình thành. Định lý điểm kỳ dị Penrose–Hawking xác định một điểm kỳ dị có geodesics không thể mở rộng một cách smooth. Sự kết thúc của geodesics như vậy được coi là điểm kỳ dị.
Trạng thái ban đầu của vũ trụ, vào thời điểm bắt đầu Vụ Nổ Lớn, cũng được các lý thuyết hiện đại dự đoán là một điểm kỳ dị. Trong trường hợp này, vũ trụ không sụp đổ thành một lỗ đen, bởi vì các tính toán hiện tại và giới hạn mật độ cho sự sụp đổ hấp dẫn thường dựa trên các vật thể có kích thước tương đối ổn định, chẳng hạn như các ngôi sao, và không nhất thiết phải áp dụng theo cùng một cách với không gian mở rộng nhanh chóng như Vụ Nổ Lớn. Hiện tại, cả thuyết tương đối rộng lẫn cơ học lượng tử đều không thể mô tả những khoảnh khắc sớm nhất của Vụ Nổ Lớn, nhưng nói chung, cơ học lượng tử không cho phép các hạt "cư trú" trong một không gian nhỏ hơn bước sóng của chúng.

## Các loại điểm kỳ dị

### Kỳ dị lỗ đen
Kỳ dị lỗ đen được tạo thành khi một ngôi sao có khối lượng lớn hơn nhiều so với giới hạn Chandrasekhar kết thúc vòng đời của nó. Ngôi sao này sẽ co lại tới mật độ vô hạn (hoặc nếu vật chất vốn không bị nén tới mật độ vô hạn, nó có lẽ sẽ bị nén tới kích thước nhỏ nhất có thể) thành một điểm, đó là điểm kỳ dị. Điểm kỳ dị ở lỗ đen được bao phủ bởi chân trời sự kiện. Nếu như một vật thể có khối lượng rơi vào dãy chính, ngay khi chạm gần đến chân trời sự kiện, vật thể đó sẽ bị bóp nát bởi sự chênh lệch về hấp dẫn tại mọi điểm xung quanh lỗ đen. Nếu rơi vào trong lỗ đen, tức là đi qua chân trời sự kiện, vật thể đó sẽ không còn thể tích mà sẽ chỉ còn khối lượng, cùng với trường hấp dẫn. Bất cứ thứ gì rơi vào chân trời sự kiện thì sẽ sớm tới vùng gần điểm kỳ dị có mật độ vô hạn và chấm dứt thời gian.

### Kỳ dị trần trụi
Cho đến đầu những năm 1990, người ta tin rằng thuyết tương đối rộng chỉ cho phép các điểm kỳ dị được bao phủ bởi chân trời sự kiện, khiến cho các điểm kỳ dị "trần trụi" là không thể tồn tại. Điều này được gọi là giả thuyết cosmic censorship. Tuy nhiên, vào năm 1991, nhà vật lý Stuart Shapiro và Saul Teukolsky đã thực hiện các mô phỏng máy tính về một mặt phẳng bụi (plane of dust) đang quay, cho thấy rằng thuyết tương đối rộng có thể cho phép tồn tại các điểm kỳ dị trần trụi. Những vật thể này thực sự trông như thế nào trong một mô hình như vậy vẫn chưa được biết. Người ta cũng không biết liệu các điểm kỳ dị trần trụi có còn xuất hiện hay không nếu các giả định đơn giản hóa được sử dụng trong mô phỏng này bị loại bỏ. Tuy nhiên, người ta đưa ra giả thuyết rằng ánh sáng đi vào một điểm kỳ dị trần trụi cũng sẽ khiến geodesics của nó bị chấm dứt, do đó làm cho điểm kỳ dị trần trụi trông giống như một lỗ đen.

### Kỳ dị Vụ Nổ Lớn
Nếu như thuyết Vụ Nổ Lớn là đúng, vậy nhiều khả năng là có sự tồn tại của điểm kỳ dị Vụ Nổ Lớn. Đó là điểm bắt đầu mà tại đó, Vụ Nổ Lớn xảy ra. Vì vũ trụ giãn nở ra xa nhau, nên chắc chắn trong quá khứ, nó phải ở cùng một điểm. Điểm đó có độ cong của không–thời gian là vô hạn.

### Kỳ dị Vụ Co Lớn
Nếu như vũ trụ phát triển theo mô hình 1 Friendman, nghĩa là tốc độ giãn nở không còn khả năng chống chọi lại lực hấp dẫn của chính vũ trụ, thì vũ trụ sẽ co lại thành một điểm gọi là điểm kỳ dị Vụ Co Lớn. Cần phải nói thêm về nguyên lý loại trừ Pauli: nguyên lý phát biểu rằng hai hạt không thể cùng một lúc giống nhau về vận tốc và vị trí, nghĩa là 2 hạt có cùng vị trí thì không thể có cùng vận tốc; điều đó sẽ khiến chúng lại tách ra xa nhau. Đây là lý do các ngôi sao kích thước nhỏ không co thành điểm kỳ dị được vì lực loại trừ Pauli ngăn cản chúng co lại.
Thế nhưng mọi chuyện sẽ khác đối với những vật chất có khối lượng quá lớn (vũ trụ nằm trong số đó). Những vật chất này có hấp dẫn mạnh đến mức phá vỡ ngăn cản đó, và tiếp tục co lại thành điểm kỳ dị.